# Orde van Aga Mah Tiri Tudam
De Orde van Aga Mah Tiri Tudam is een ridderorde die door de regering van Myanmar aan de bezoekende staatshoofden van het zeer in het zichzelf gekeerde land verleent. Maarschalk Tito van Joegoslavië bezocht Birma op 6 januari 1955 en ontving bij die gelegenheid de "Grote Keten van de Orde van Aga Mah Tiri Tudam".